# 费城铸币局

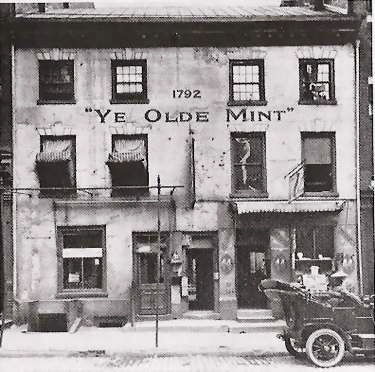
第一所費城鑄幣廠（1792年拆除）。

費城铸币局（英語：Philadelphia Mint）是美國的铸币机构，最初是為了建立國家認同和應付商業需求而創建的。在1792年鑄幣法案在4月2日訂立以後，美國政府隨即宣布了創立美國鑄幣局，而費城是當時美國的行都，因此第一所的薄铸币廠建在那裡。

## 外部連結
维基共享资源上的相關多媒體資源：费城铸币局
- 官方網站 （页面存档备份，存于）